# دکتر مارکوس ولبی
دکتر مارکوس ولبی (انگلیسی: Marcus Welby, M.D.) نام یک مجموعهٔ درام تلویزیونی آمریکایی است که از سال ۱۹۶۹ تا ۱۹۷۶ میلادی از شبکهٔ اِی‌بی‌سی پخش شد.
این سریال، در سال‌های ۱۳۵۱ و ۱۳۵۲ خورشیدی با عنوان «پزشک محله» دوبله و از تلویزیون ملی ایران پخش شد.
این مجموعه، در سال ۱۹۶۹ میلادی برندهٔ جایزه گلدن گلوب بهترین مجموعه تلویزیونی – درام و در سال ۱۹۷۰ میلادی، برندهٔ جایزه امی شد.